# إسباندكس
إسباندكس أو إيلاستان (بالإنجليزية: Spandex or Elastane)‏ وأحياناً قد تسمى ليكرا، هي ألياف اصطناعية تعرف بمرونتها الاستثنائية. وهي أقوى وأكثر تحملاً من المطاط. اخترعها الكيميائي جوزيف شيفرز من شركة دوبونت في عام 1959. وعندما وضع في الاستخدام اعتبر ثورة في صناعة الألبسة.
إسباندكس هو اسم العلامة التجارية وهو غير مشتق من الاسم الكيميائي للألياف، وإنما هو بتحوير كلمة (expands) بمعنى يستطيل. إسباندكس هو الاسم الشائع في أمريكا الشمالية، بينما يشيع استخدام اسم إيلاستين في الأماكن الأخرى.
أشهر علامة تجارية مرتبطة بإسباندكس هو ليكرا، وهو علامة تجارية لإنفيستا (Invista) وهي جزء من شركة دوبونت. يوجد علامات تجارية أخرى لإسباندكس تشمل إيلاسبن (Elaspan)، (ROICA & Dorlastan)، (Linel).